# Hauptpersonalrat
Der Hauptpersonalrat (HPR) stellt die oberste Interessenvertretung für Personal im öffentlichen Dienst dar. Er ist meistens auf Ministerialebene angesiedelt und behandelt bundes- bzw. landesweite Interessen des Personals. Er wird direkt von allen Beschäftigten eines Landes gewählt und kommt nicht durch Entsendung (wie bei Konzernbetriebsräten) zustande.

## Abgrenzung und Aufgaben
Es gibt aber außerhalb der Ministerialstrukturen auch HPR bei anderen öffentlichen Einrichtungen in den Bundesländern und auf Bundesebene, etwa bei der Bundesagentur für Arbeit, der Deutschen Bundesbank und der Deutschen Rentenversicherung Bund. Der HPR der Bundesagentur für Arbeit z. B. hat seinen Sitz in der Zentrale in Nürnberg.
Davon zu unterscheiden ist der örtliche Personalrat eines Ministeriums bzw. einer obersten Landesbehörde. Da Ministerien selbst auch Dienststellen darstellen, muss auch an diesen ein örtlicher Personalrat gebildet werden. Dieser wirkt bzw. bestimmt mit bei Personalmaßnahmen des Ministeriums, die die eigenen Beschäftigten betreffen. Der Hauptpersonalrat wird bei Personalangelegenheiten bzgl. der Beschäftigten des Ministeriums nicht beteiligt. Kommt bei einer Personalmaßnahme zwischen dem örtlichen Personalrat und der Dienststelle oder dem Bezirkspersonalrat und der Mittelbehörde (z. B. Bezirksregierung) keine Einigung zustande, kann der Hauptpersonalrat im Rahmen eines Stufenverfahrens angerufen werden. Der HPR verhandelt dann mit dem jeweiligen Ministerium über die Maßnahme. Ohne die Zustimmung des HPR kann keine Personalmaßnahme durch das Ministerium getroffen werden.

## Wahl des Hauptpersonalrates
Die Wahl der Hauptpersonalräte erfolgt, sofern mehrere Wahlvorschläge vorliegen – was i. d. R. der Fall ist –, nach dem Prinzip der Verhältniswahl (Listenwahl). Nach der Feststellung des Wahlergebnisses ergibt sich ein Gremium von Arbeitnehmern und Beamten, dessen Größe und Zusammensetzung in den jeweiligen Personalvertretungsgesetzen festgelegt ist. Bei den Kultus- und Innenministerien der Länder existieren neben den Beamten- und Angestelltengruppen im HPR noch weitere besondere Gruppen, wie beispielsweise die Gruppe der Lehrer der jeweiligen Schulart bzw. die Gruppe der Landes- und der Bereitschaftspolizei, die Unterscheidung in Beamte und Angestellte ist für die besonderen Gruppen ohne Bedeutung.
Die Hauptschwerbehindertenvertretung und Hauptjugend- und Auszubildendenvertretung (HJAV), die ein Teilnahmerecht an den Beratungen des HPR haben, werden in gesonderten Wahlen von den jeweils zu vertretenden Personengruppen gewählt.
Zurzeit existiert parallel, jedoch ungeachtet der Eigenständigkeit der einzelnen HPR, eine Arbeitsgemeinschaft (AG) HPR oberste Bundesbehörden. Ein Pendant zur AG HPR besteht ebenfalls bei den Hauptjugend- und Auszubildendenvertretungen der obersten Bundesbehörden.

### Haupt-Jugend- und Auszubildendenvertretung (Bund)
Die HJAV (auf Bundesebene) wird nach den Vorschriften des Bundespersonalvertretungsgesetzes (BPersVG) und der dazu erlassenen Wahlordnung gewählt. Der jeweils zuständige Hauptpersonalrat bestellt einen Wahlvorstand für die Wahl der HJAV. Die Wahl findet überwiegend nach dem Prinzip der Verhältniswahl (Listenwahl) statt, dabei wählen alle Beschäftigten, welche das 26. Lebensjahr noch nicht vollendet haben und sich in einer Ausbildung befinden. Die Größe des Gremiums ist durch das BPersVG auf maximal 15 limitiert. Als Beispiel hierfür stellt die HJAV beim Bundesministerium der Verteidigung (BMVg) mit ca. 5500 Wahlberechtigten ein 15 Personen umfassendes Gremium. Gleichzeitig ist die HJAV beim BMVg damit das Gremium mit den meisten Auszubildenden bzw. Anwärter im nachgeordneten Bereich unter den obersten Bundesbehörden.

### Haupt-Jugend- und Auszubildendenvertretung (in Niedersachsen)
Die HJAV wird (in Niedersachsen) nicht direkt von den Auszubildenden des Geschäftsbereichs gewählt, sondern indirekt durch eine konstituierende Versammlung aller im Geschäftsbereich des Ministeriums gewählten Jugend- und Auszubildendenvertretungen. Aus dieser Versammlung geht ein HJAV-Vorstand sowie ein HJAV-Vorsitz hervor. Dieser Vorstand ist berechtigt, an den Sitzungen des Hauptpersonalrats beratend und in Bezug auf Ausbildungsangelegenheiten stimmberechtigt teilzunehmen.

### Haupt-Jugend- und Auszubildendenvertretung (in Berlin)
Die wahlberechtigten jugendlichen und sich in Ausbildung befindenden Dienstkräfte der Behörden, Gerichte und nichtrechtsfähigen Anstalten des Landes Berlin wählen gemäß § 69 Personalvertretungsgesetz Berlin in Verbindung mit der geltenden Wahlordnung eine Haupt-Jugend- und Auszubildendenvertretung. Wahlberechtigt sind Personen unter 18 Jahren (jugendliche Dienstkräfte) sowie seit der Novellierung des Berliner Personalvertretungsgesetzes und der Wahlordnung im Juli 2024 erstmals unabhängig vom Lebensalter alle sich in Ausbildung befindenden Dienstkräfte. Die Wahl wird durch den Hauptwahlvorstand organisiert, der im Einvernehmen mit der Haupt-Jugend- und Auszubildendenvertretung durch den Hauptpersonalrat für die Behörden, Gerichte und nichtrechtsfähigen Anstalten des Landes Berlin bestellt wird. Die Wahlen finden im zweijährigen Turnus in den Monaten März bis Juni (letzte Wahl April bis Mai 2024) statt.
Die Berliner Haupt-Jugend- und Auszubildendenvertretung besteht gemäß den geltenden Regelungen aus 9 ordentlichen Mitgliedern, von denen 3 voll freizustellen sind. Vollfreigestellt sind der derzeit der Vorsitzende Sasha König, die stellvertretende Vorsitzende Sophie Malke sowie der 2. stellvertretende Vorsitzende Sean Hanisch. Die Haupt-Jugend- und Auszubildendenvertretung ist an allen Maßnahmen und Entscheidungen zu beteiligen, die über den Geschäftsbereich einer Dienststelle hinausgehen. Sie verfügt über dieselben Mitbestimmungs- und Mitwirkungsrechte bezüglich ihres Betreuungskreises wie der Hauptpersonalrat. Das Gesetz sieht außerdem vor, dass die Hauptjugend- und Auszubildendenvertretung die örtlichen Gesamtjugend- und Auszubildendenvertretungen sowie die Jugend- und Auszubildendenvertretungen bei der Wahrnehmung und Durchführung ihrer gesetzlichen Tätigkeiten begleiten und beraten soll. Ebenfalls ist an Einigungsverhandlungen vor Einigungsstelle für personalvertretungsrechtliche Angelegenheiten im Land Berlin bei Vorliegen entsprechender Maßnahmen des Betreuungskreises zu beteiligen. Es handelt sich hierbei um eine echte Stufenvertretung.
Behörden, Gerichte und nichtrechtsfähige Anstalten im Sinne des Betreuungskreises der Haupt-Jugend- und Auszubildendenvertretung sind folgende Einrichtungen:
- Bezirksverwaltungen
- Senatsverwaltungen
- Kammergericht
- Justizvollzugsanstalten
- Deutsches Theater, Volksbühne und Landesarchiv
- Berliner Forsten
- Polizei Berlin
- Berliner Feuerwehr
- Finanzämter
- Jugendausbildungszentrum beim Bezirksamt Steglitz-Zehlendorf
- Oberstufenzentrum Bautechnik I - Knobelsdorff-Schule